# Fussballclub Kickers Luzern
Il Fussballclub Kickers Luzern, noto semplicemente come Kickers Luzern, è una società calcistica svizzera, con sede a Lucerna, capitale dell'omonimo cantone. Dalla stagione 2018-2019 gioca nella Seconda Lega interregionale, la quinta divisione nazionale. La società è stata fondata nel 1907 ed è la seconda per importanza della città, dopo il FC Lucerna.

## Palmarès

### Competizioni interregionali
- Seconda Lega interregionale: 2

2004-2005 (gruppo 3), 2016-2017 (gruppo 4)